# Omar Banana
Omar Banana (Huelva, 7 de octubre de 1994) es un actor español. Fue nominado al premio Goya 2024 en la categoría de Mejor actor revelación por su participación en la película Te estoy amando locamente.

## Biografía
Nació en Huelva el 7 de octubre de 1994, y se crio en el barrio de Isla Chica. De adolescente se apuntó a una escuela de danza contemporánea en Huelva.
En 2019 participó en un capítulo de la serie Paquita Salas. Al año siguiente interpretó a Manolito en la serie Veneno de Los Javis.
En 2023 tuvo el papel protagónico en la película Te estoy amando locamente, por el que fue nominado al premio Goya 2024 en la categoría de Mejor actor revelación.

## Filmografía

### Cine
| Año  | Título                      | Papel        | Notas        |
| ---- | --------------------------- | ------------ | ------------ |
| 2007 | Hasta el viento tiene miedo |              |              |
| 2010 | Loving The Bad Man          | Policía #2   |              |
| 2014 | Treasure Man                | Treasure Man | Cortometraje |
| 2017 | Separations                 | Luke         | Cortometraje |
| 2017 | La Dama de Sal              | Niño         | Cortometraje |
| 2017 | Desire                      | Thomas       | Cortometraje |
| 2018 | Zweite Haut                 | Vendedor     | Cortometraje |
| 2018 | Haraam                      | Asha         |              |
| 2019 | Through a Dark Mirror       | Lincoln      |              |
| 2023 | Te estoy amando locamente   | Miguel       |              |
| 2023 | Marco Polo                  | Marco        |              |

### Televisión
| Año       | Título              | Papel      | Notas        |
| --------- | ------------------- | ---------- | ------------ |
| 2017      | Wartime Crime       | Chicano    | 1 episodio   |
| 2019      | Paquita Salas       | Omar       | 1 episodio   |
| 2019      | Amor superdotado    | Goyo       | 8 episodios  |
| 2020      | Veneno              | Manolito   | 1 episodio   |
| 2021      | Reyes de la noche   | Jorge      | 4 episodios  |
| 2021      | La reina del pueblo | Javi       | 6 episodios  |
| 2021      | Sin novedad         | Bony       | 6 episodios  |
| 2022-2023 | Express             | Zero       | 16 episodios |
| 2023      | Sky Rojo            | Repartidor | 1 episodio   |